# Ron van den Beuken
Ron van den Beuken (* 10. April 1970 in Horst) ist ein niederländischer Trance-DJ und -Produzent. Er ist auch bekannt unter den Pseudonymen Clokx, The Mystery, Floyd und Shane. 

## Biographie
Ron van den Beuken besuchte das Conservatorium Maastricht und die Universität Maastricht, wo er Recht studierte. Dort entdeckte er auch das Interesse an elektronischer Musik. Nach seinem Abschluss begann er im Jahr 2000 seine musikalische Karriere. Zuerst veröffentlichte er einige Tracks unter verschiedenen Pseudonymen wie Unicorn, Zith oder The Mystery. Mit letzterem Pseudonym erreichte er zwei Chartplatzierungen in den UK-Single-Charts.
2003 veröffentlichte Ron unter dem Pseudonym Clokx eine Coverversion von Coldplays Song Clocks, die weltweit in die Dance-Charts kam. Mit Timeless, der ersten Single, die er unter seinem richtigen Namen veröffentlichte, erzielte er den Durchbruch. Seinen bisher größten Erfolg hatte er mit der Single Sunset, die in den niederländischen Charts Platz 22 erreichte. Im Jahr 2003 gründete Ron van den Beuken auch das Musiklabel RR Records. 
Ron van den Beuken hat auch schon einige erfolgreiche Remixe produziert. Er hat unter anderem Ferry Corsten, 4 Strings und Blank & Jones geremixt.

## Diskographie

### Singles
als Ron van den Beuken
- 2003: Timeless
- 2003: Keep On Movin (Timeless)
- 2004: Endless
- 2004: Twister (mit Sam Sharp)
- 2005: Feelings
- 2005: Goodbye
- 2005: Sunset
- 2005: Tibet
- 2006: Find the Way
- 2006: Timeless / Clocks
- 2007: Alcatrazz
- 2008: Angels
- 2008: Asylum
- 2008: Slash
- 2009: Euphoria
- 2009: Faraway (Harry's Game)
- 2009: Life's Too Short
- 2009: War of Hearts
- 2010: Her Tears (Namira)
- 2010: Terminal 44
- 2010: V2.0
- 2014: Shameless (mit Jan Oostijk)

unter anderen Pseudonymen
- 1999: Shane – C'est Musique
- 2000: Floyd – Come 2 Gether / The Future
- 2001: The Mystery – Mystery
- 2002: The Mystery – All I Ever Wanted (Devotion)
- 2002: The Mystery – Devotion
- 2002: Delerious – Don't Care
- 2003: Clokx – Clokx
- 2003: Clokx – Overdrive
- 2003: The Mystery – Feel For You
- 2003: Floyd – 4 Ever
- 2004: Floyd – Any Given Day
- 2005: Clokx – Feelings
- 2005: Clokx – Tibet
- 2008: Clokx – Angels
- 2009: Floyd – Essence Of Love
- 2009: DJ Tatana vs. The Mystery – Soul Cry
- 2009: The Mystery – Fever / Emotion
- 2009: The Mystery – Forgiven
- 2010: Clokx – Catch Your Fall
- 2011: Clokx – Oddity

### Remixe (Auswahl)
- 1999: CRW – I Feel Love (J Remix)
- 2002: Mac Zimms – L'annonce Des Couleurs (The Mystery Remix)
- 2003: 4 Strings – Let It Rain (The Mystery Remix)
- 2003: Blank & Jones – A Forest
- 2003: DJ Quicksilver – New Life (The Mystery Remix)
- 2004: 4 Strings – Let It Rain (The Mystery Remix)
- 2004: Randy Katana – In Silence
- 2004: Sam Sharp – Twister
- 2005: Ferry Corsten – Fire
- 2006: 4 Strings – Take Me Away
- 2006: Fragma – Radio Waves
- 2007: Grooveyard – Mary Go Wild!
- 2011: Dominik De León vs Burhan G – Everything Changes
- 2011: La Fuente – Lost Without You
- 2011: Nadia Ali, Starkillers & Alex Kenji – Pressure
- 2012: Loverush UK! vs. Maria Nayler – One + One
- 2012: Rene Ablaze & Jacinta – Secret 2K12
- 2012: Ron van den Beuken feat. Imogen Heap – Headlock
- 2012: Rene Ablaze & Alexander Xendzov feat. Sharon Fehlberg – Catch Your Spell
- 2013: Ben Moon – Celebrity